# St. Maximilian Kolbe (Jakobswalde)

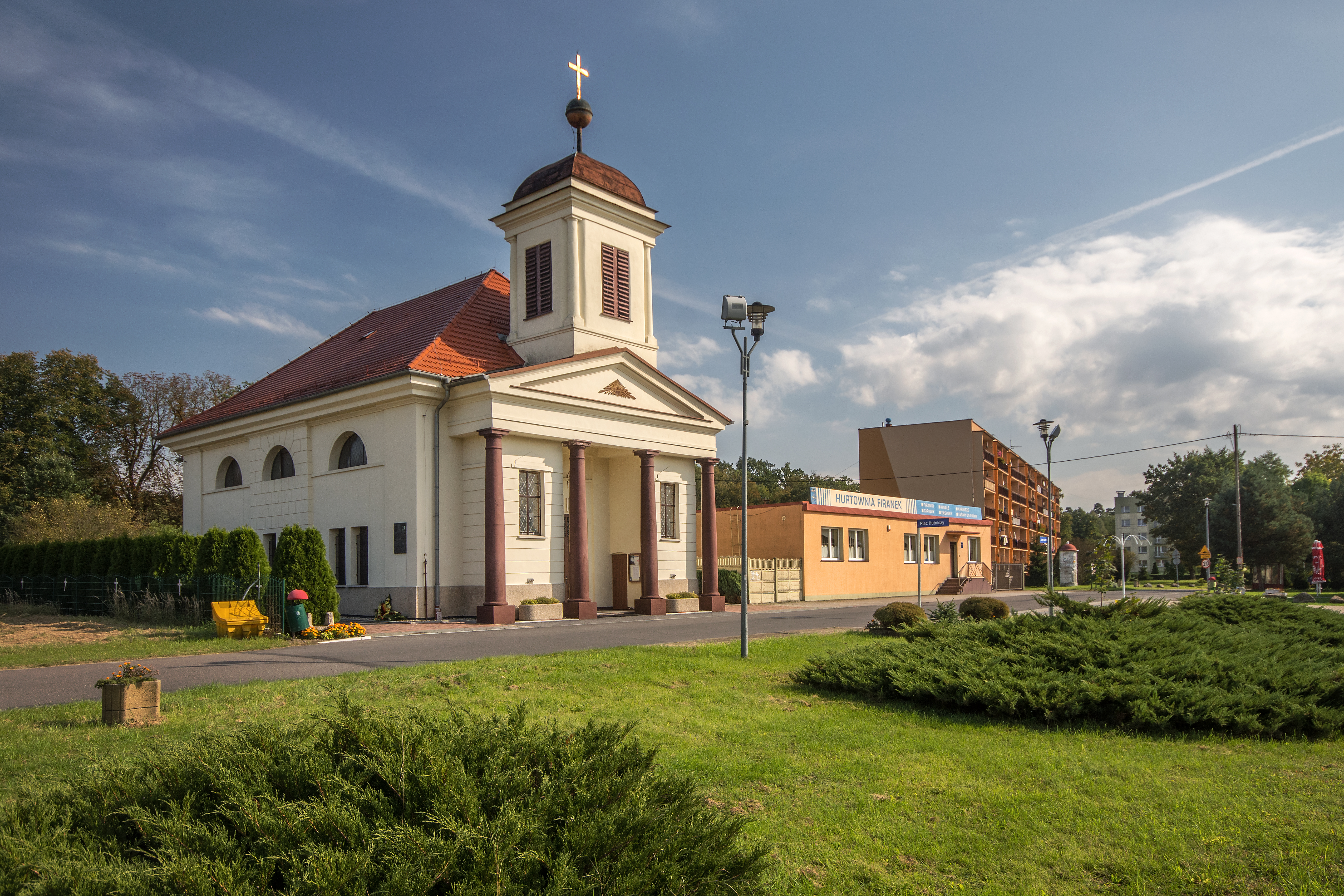
St. Maximilian Kolbe

Die Kirche St. Maximilian Kolbe (polnisch Kościół św. Maksymiliana Marii Kolbego) ist eine römisch-katholische Kirche in der oberschlesischen Ortschaft Jakobswalde (Kotlarnia). Die Kirche ist eine Filiale der Pfarrei Herz Jesu (Parafia Najświętszego Serca Pana Jezusa) in Klein Althammer. Das Gotteshaus liegt im Ortskern an der ul. Sławięcicka. Bis 1945 diente das Gotteshaus der protestantischen Gemeinde.

## Geschichte

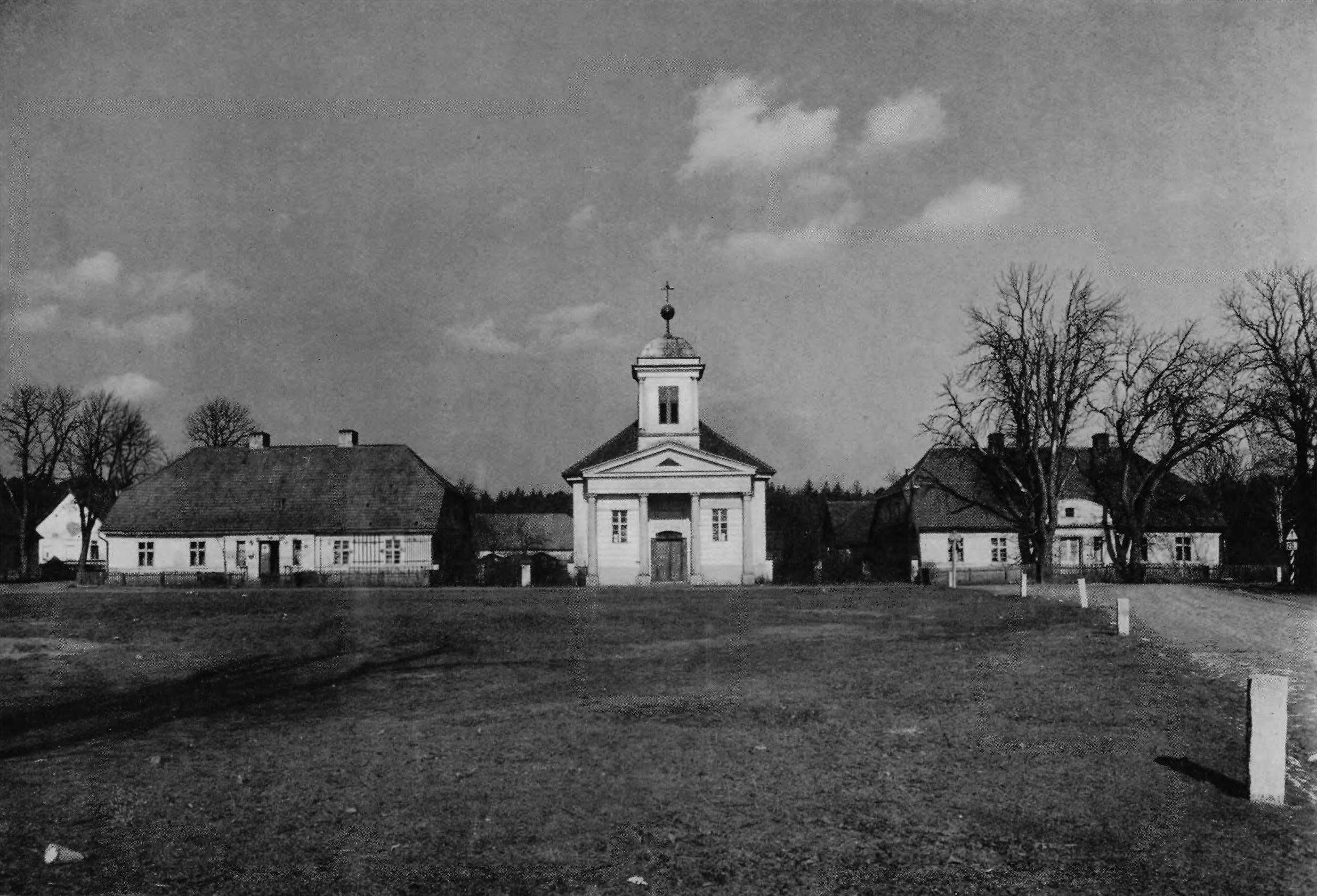
Hüttenplatz mit evangelischer Kirche um 1930

Der Ort wurde als eine friederizianische Arbeitersiedlung angelegt. Nach Plänen von Bauinspektor Fritsche wurde als Zentrum der Siedlung nachträglich 1815–1818 eine bescheidene evangelische Kirche errichtet, die eine Holzkirche aus dem Jahr 1775 an derselben Stelle ersetzte. Die Kirche ging 1970 in den Besitz der katholischen Kirche über und wurde 1971 dem Heiligen Maximilian Kolbe geweiht. Seitdem dient sie den Einwohnern als Filialkirche, bewahrt im Inneren aber den typisch protestantischen Kirchenraum.

## Bauwerk

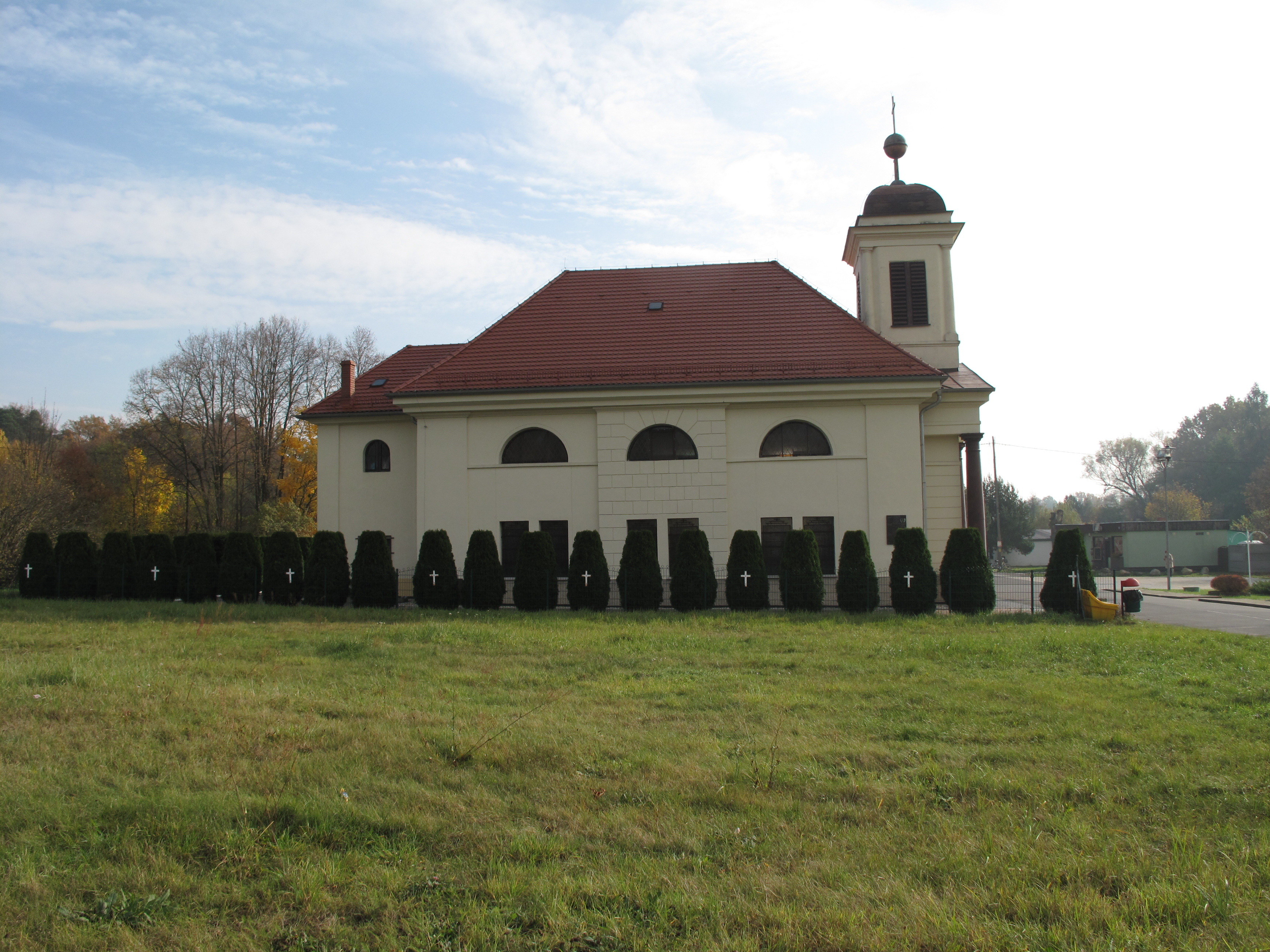
Seitenansicht

Der Bau steht im Zeichen des Historismus, zeigt aber keine allgemeine Entwicklungstendenzen, sondern ist ganz individuell geprägt. Die Fassade ist, in verkleinerter Dimension, nach der Pariser Ste-Marie des Batignolles angelegt. Vier gusseiserne Säulen tragen einen Dreiecksgiebel, über dem sich ein kleiner Glockenturm mit Ecksäulen und viereckiger Kuppel erhebt.
Ähnlich zu anderen Kirchen der Langhans-Schule ist in den Innenraum eine Empore in ovaler Führung eingefügt.
Koordinaten: 50° 16′ 43,4″ N, 18° 21′ 59,7″ O